# Groupe automatique
En mathématiques, un groupe automatique est un groupe décrit à l'aide d'automates finis. L'intérêt des groupes automatiques est que le problème du mot est décidable. C'est un cas particulier d'une structure automatique.

## Définition
Soit G un groupe qui admet un ensemble fini A d'éléments générateurs. Le groupe G est automatique par rapport à A s'il existe un automate M sur l'alphabet A et des automates Mx sur l'alphabet A2 pour tout x dans A ∪{e} où e est l'élément neutre tels que :
- le langage de l'automate M accepte au moins un représentant pour chaque élément du groupe. Plus précisément, pour tout élément g de G, l'automate reconnaît au moins un mot fini sur A qui représente l'élément g ;
- L'automate Ma accepte une paire (w1, w2) si et seulement si w1a = w2 dans G et w1 et w2 sont acceptés par M.

## Exemples
Les groupes finis sont automatiques.

## Algorithme quadratique pour le problème du mot
Étant donné un groupe G, le problème du mot consiste à déterminer algorithmiquement si deux mots w1, w2 représentent le même élément dans le groupe. Étant donné un groupe automatique G, il existe un algorithme en temps quadratique (en les longueurs des deux mots à tester) qui résout le problème du mot. On peut montrer qu'il existe un algorithme qui prend en entrée un mot w sur A et qui calcule en temps O(|w|2) un mot de L(M) qui représente le même élément. Ainsi, l'algorithme pour résoudre le problème du mot fonctionne comme suit :
- calculer w1' dans L(M) qui représente w1 ;
- calculer w2' dans L(M) qui représente w2 ;
- Tester si (w1', w2') est dans L(Me).

## Articles liés
- Langage rationnel
- Demi-groupe automatique